# Günter Bandmann
Günter Bandmann (ur. 10 września 1917 w Duisburgu, zm. 24 lutego 1975 w Bonn) – niemiecki historyk sztuki, od 1965 roku profesor Uniwersytetu w Tybindze, od 1970 także w Bonn. Zajmował się sztuką średniowieczną, w tym architekturą, ikonografią, ikonologią, a także funkcją dzieła sztuki jako przekazu historycznego.